# Amborella
Amborella е монотипичен род от дребни храсти или малки дървета, ендемични за главния остров, Grande Terre, на Нова Каледония в югозападната част на Тихия океан. Родът е единственият член на семейство Amborellaceae и разред Amborellales и съдържа един вид, Amborella trichopoda. Родът Amborella е от голям интерес за систематиците на растенията, тъй като молекулярно-филогенетичните анализи я поставят като сестринска група на всички други цъфтящи растения.

## Описание
Amborella е разтегнат храст или малко дърво с височина до 8 м. Има алтернативно подредени прости вечнозелени листа без прилистници. Листата са двуредни, с отчетливо назъбени или набраздени ръбове и дълги около 8 до 10 см.
Amborella има ксилемна тъкан, която се различава от тази на повечето други цъфтящи растения. Ксилемът на Amborella съдържа само трахеиди; отсъстват съдови елементи. Ксилеми от такъв тип отдавна се считат за примитивна характеристика на цъфтящите растения.
Видът е двудомен. Това означава, че всяко растение произвежда или мъжки цветя (което означава, че имат функционални тичинки), или женски цветя (цветя с функционални плодници), но не и двете. Тичинковите („мъжки“) цветя на Amborella нямат плодолисти, докато плодолистите („женски“) цветя имат нефункционални стаминодии – стерилни тичинки, в които не се развива прашец. Растенията могат да се променят от една репродуктивна морфология към друга. В едно проучване седем резници от тичинково растение произвеждат, както се очаква, тичинкови цветя при първия им цъфтеж, но три от седемте произвеждат плодовидни цветя при втория си цъфтеж.
Малките, кремаво бели цветя са подредени в съцветия, разположени в пазвите на листата. Съцветията имат до три реда на разклоняване, като всеки клон завършва с цвят. Всяко цвете е покрито с прицветник. Прицветниците преминават в околоцветник от недиференцирани листенца. Листенцата типично са подредени в спирала, но понякога са завити по периферията.
Обикновено 1 до 3 плодника на цвят се развиват в плод. Плодът е яйцевидна червена костилка (приблизително 5 до 7 мм дължина и 5 mm широк), разположена върху късо (1 до 2 mm) стъбло. Остатъците от близалцето се виждат на върха на плода. Кожата е тънка, обгражда тънък месест слой, съдържащ червен сок. Вътрешният перикарп е лигнинен и обгражда единичното семе. Ембрионът е малък и заобиколен от обилен ендосперм. 

## Таксономия

### История
Системата Кронкист от 1981 г. класифицира семейството по следния начин:
Разред Laurales
Подклас Magnoliidae
Клас Magnoliopsida [=двусемеделни]
Отдел Magnoliophyta [=покритосеменни]
Системата Торн от 1992 г. го класифицира по следния начин:
Разред Magnoliales
Надразред Magnolianae
Подклас Magnoliideae [=двусемеделни]
Клас Magnoliopsida [=покритосеменни]
Системата Далгрен го класифицира по следния начин:
Разред Laurales
Надразред Magnolianae
Подклас Magnoliideae [=двусемеделни],
Клас Magnoliopsida [=покритосеменни].

### Съвременна класификация
Amborella е единственият род от семейство Amborellaceae. Системата APG II разпознава това семейство, но не го включва в класификацията поради несигурност относно връзката му със семейство Водни лилии (Nymphaeaceae). В по-новите класификации на Групата по филогения на покритосеменните, APG III и APG IV, Amborellaceae са включени в монотипния разред Amborellales въз основа на филогенета на покритосеменните растения.

## Екология
Amborella обикновено е двудомна, но е известно, че променя пола си при отглеждане. Amborella има смесена система за опрашване, разчитаща както на насекоми опрашители, така и на вятър.

## Опазване
Островите на Нова Каледония са гореща точка на биоразнообразието, запазвайки много и различни ранни линии на растения, от които Amborella е само една. Това запазване се приписва на стабилността на климата по време и след терциера (преди между 66 и 3 милиона години), стабилност, която е позволила продължаващото оцеляване на тропическите гори в Нова Каледония. За сравнение, в Австралия в края на терциера добинират условия на суша. 
Настоящите заплахи за биоразнообразието в Нова Каледония включват пожари, минно дело, селско стопанство, инвазия от въведени видове, урбанизация и глобално затопляне. Значението на опазването на Amborella е изразено драматично от Pillon: „Изчезването на Amborella trichopoda би означавало изчезването на род, семейство и цял разред, както и единственият свидетел на поне 140 милиона години еволюционна история.“ Препоръчват се стратегии за опазване, насочени към реликтни видове. 